# كرينيديس
كرينيديس (Κρηνίδες) هي مدينة في كافالا في مقاطعة فوريا إلادا في اليونان.